# Carin Hermelin
Carin (Casan) Ebba Sophia Hermelin, född 9 april 1902 i Ekebyborna församling, Östergötlands län, död 6 januari 1975 i Stora Kopparbergs kyrkobokföringsdistrikt, Kopparbergs län, var en svensk journalist.

## Biografi
Carin (Casan) Hermelin var dotter till friherre Joseph Hermelin och Jane, född von Koch. Hon var fjärde barnet i en syskonskara på sju samt halvsyster till Honorine Hermelin och helsyster till Ingeborg Hermelin. Hon genomgick 1916–1919 de tre sista klasserna i Brummerska skolan i Stockholm. Därefter följde musikstudier i Berlin och Dresden. 1924–1926 genomgick hon Socialpolitiska Institutet i Stockholm och blev därigenom socionom.
Hon började sin journalistiska bana som medarbetare på tidningen Tidevarvet 1926–1936. Åren 1928–1931 var hon redaktionssekreterare på tidningen och 1932–1936 redaktör; år 1936 lades tidningen ned. Mellan 1937 och 1941 innehade hon kortvariga anställningar och frilansade som journalist, bland annat som redaktör för tidskriften Från riksdag och kanslihus. Hon var förbundssekreterare i Sveriges Husmodersföreningars Förbund 1942–1946 och därefter redaktionssekreterare i Sveriges Folkskollärarinnors Tidning (Sveriges folkskollärarinneförbund) 1947–1951. 1944 startade Fogelstadförbundets tidning kallad Fogelstadförbundet och Carin Hermelin blev tidningens första redaktör, vilket hon förblev fram till 1974. Åren 1951–1952 var hon vikarierande församlingssyster i Svenska Församlingen i Berlin, vilket innebar regelbundna resor mellan Sverige och Tyskland.
Hon var från 1951 till sin bortgång bosatt på Stora Hälla gård norr om Falun, där hennes mor var född och uppväxt. Hon höll föredrag, sommarvikarierade i radioprogrammet För oss äldre, gjorde framträdanden i lokalradion och intervjuade folkbildningsveteraner i Dalarna.
Carin Hermelin är begravd på Säby kyrkogård i Tranås kommun.